# Striscio

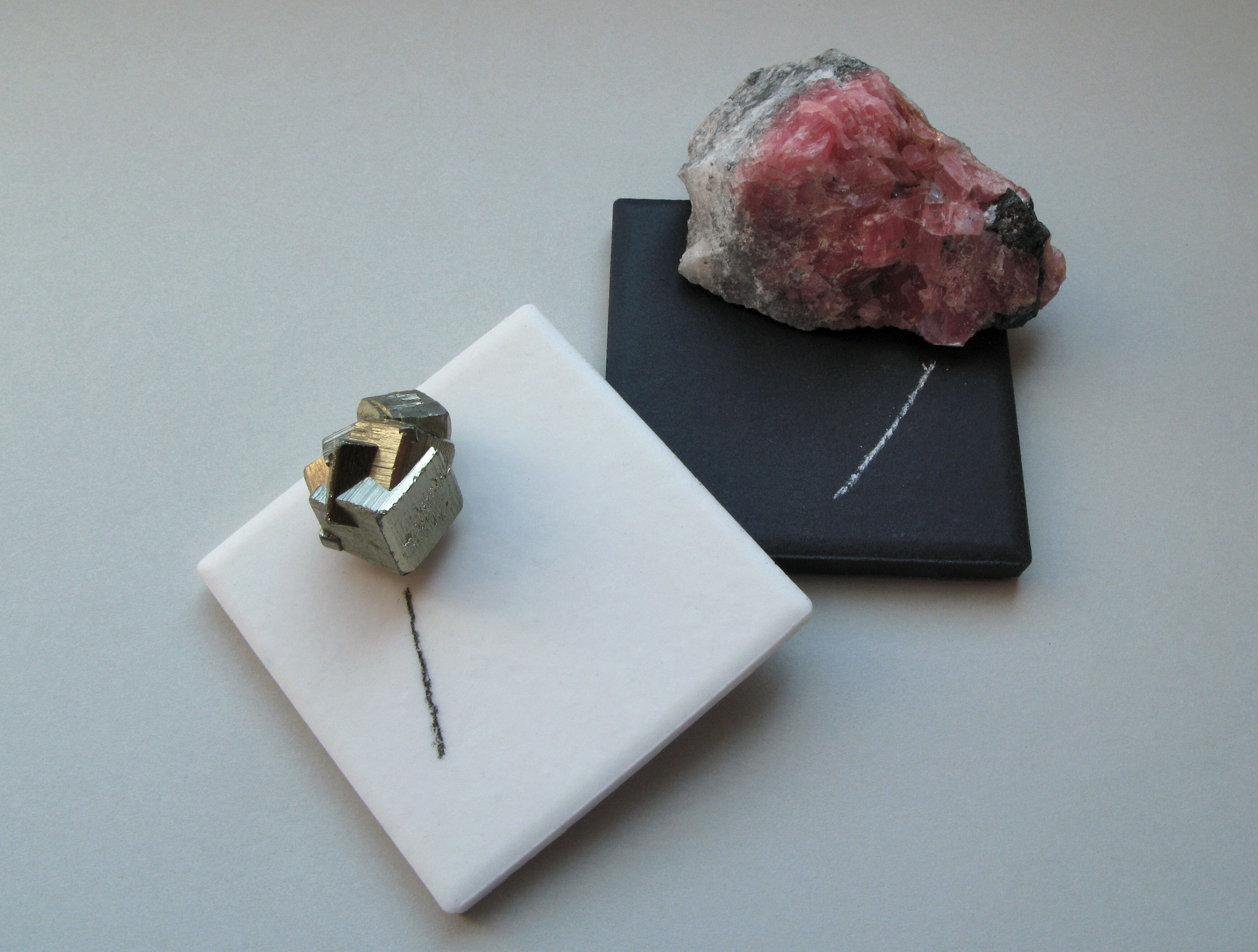
Striscio di pirite (a sinistra) e rodocrosite (a destra)

In mineralogia, lo striscio di un minerale è la traccia di colore della polvere prodotta durante lo sfregamento di un campione del minerale su una superficie scabra.
La superficie utilizzata per ottenere uno striscio è in genere una mattonella di porcellana bianca grezza, non vetrificata. In mancanza di una mattonella apposita si può utilizzare il fondo di un vaso o qualsiasi altra superficie di porcellana grezza, come il rovescio di una piastrella.

## Metodologia
A differenza del colore apparente del minerale, che può variare considerevolmente all'interno di una stessa specie mineralogica, il colore della traccia prodotta durante lo striscio (ovvero della polvere del minerale considerato) è una caratteristica più peculiare della stessa specie minerale, per cui lo striscio risulta uno strumento più affidabile per l'identificazione di un minerale. Infatti il colore apparente del minerale può variare a seconda di impurità o difetti presenti all'interno della struttura cristallina, mentre durante lo striscio la struttura macroscopica del cristallo viene ridotta in cristalli microscopici orientati in maniera casuale, per cui il loro colore è indipendente da eventuali difetti o impurità presenti a livello macroscopico.
Alcuni minerali, come il cinabro e la lazurite, presentano un colore dello striscio identico al loro colore apparente. Altri minerali presentano un colore di striscio sorprendentemente diverso dal colore apparente. Ad esempio la fluorite presenta sempre uno striscio bianco, nonostante il minerale possa assumere diverse colorazioni (verde, giallo, blu e porpora). Un altro esempio è l'ematite, che appare di un colore nero metallico, mentre il colore del suo striscio è rosso (da cui deriva l'origine del suo nome dal greco haima, che significa "sangue"). La galena, che presenta un aspetto simile all'ematite, si differenzia facilmente da questa per lo striscio grigio.
Lo striscio è utile nel caso di minerali opachi e colorati, mentre è di scarsa utilità nel caso di materiali trasparenti, che in genere non lasciano alcuno striscio. Nel caso in cui il minerale sembra non produrre alcuno striscio, lo striscio è detto "bianco" o "incolore". Questo tipo di striscio è molto comune per i silicati, che risultano avere, nella maggior parte, uno striscio bianco o non producono affatto lo striscio a causa della loro durezza; per tale motivo, la tecnica dello striscio è di scarsa utilità per tale classe di minerali.
Solo minerali aventi durezza inferiore a 7 sulla scala di Mohs possono essere strisciati sulla porcellana. Per minerali più duri si può ridurre in polvere un frammento del minerale frantumandolo con un martello o limandolo; la polvere così prodotta si può distribuire sulla porcellana per apprezzarne il colore, comunque la maggior parte dei minerali più duri presentano un colore dello striscio bianco, di scarsa utilità per il riconoscimento.